# Internationaux Patinage Canada
Skate Canada
Internationaux Patinage Canada (ou Skate Canada) est une compétition internationale de patinage artistique de niveau senior. Elle est organisée par Patinage Canada. C'est la deuxième compétition du Grand Prix ISU et elle a habituellement lieu vers la fin du mois d'octobre. Le lieu de la compétition change chaque année. 

## Histoire
La compétition est plus connue sous son appellation anglaise, Skate Canada International ou tout simplement Skate Canada. Cette compétition a eu différents commanditaires au cours des années. Le 30 août 2006, Patinage Canada annonça un nouveau commanditaire principal pour sa compétition. Donc, jusqu'en 2010, la compétition s'appelle les Internationaux HomeSense Patinage Canada.
La première édition des Internationaux Patinage Canada a eu lieu en 1973 à Calgary. Cette compétition a été intégrée au Grand Prix ISU en 1995.

## Médaillés

### Messieurs
| Édition | Lieu                      | Or                                                      | Argent                                                  | Bronze                                                  |
| ------- | ------------------------- | ------------------------------------------------------- | ------------------------------------------------------- | ------------------------------------------------------- |
| 1973    | Calgary                   | Toller Cranston                                         | Ron Shaver                                              | Minoru Sano                                             |
| 1974    | Kitchener                 | Ron Shaver                                              | Minoru Sano                                             | Charles Tickner                                         |
| 1975    | Edmonton                  | Toller Cranston                                         | Ron Shaver                                              | Terry Kubicka                                           |
| 1976    | Ottawa                    | Ron Shaver                                              | Robin Cousins                                           | David Santee                                            |
| 1977    | Moncton                   | Robin Cousins                                           | Charles Tickner                                         | Scott Cramer                                            |
| 1978    | Vancouver                 | Fumio Igarashi                                          | Charles Tickner                                         | Brian Pockar                                            |
| 1979    | Pas de compétition        | Pas de compétition                                      | Pas de compétition                                      | Pas de compétition                                      |
| 1980    | Calgary                   | Scott Hamilton                                          | Brian Pockar                                            | David Santee                                            |
| 1981    | Ottawa                    | Norbert Schramm                                         | Brian Orser                                             | Jozef Sabovčík                                          |
| 1982    | Kitchener                 | Brian Boitano                                           | Brian Orser                                             | Heiko Fischer                                           |
| 1983    | Halifax                   | Brian Orser                                             | Grzegorz Filipowski                                     | Masaru Ogawa                                            |
| 1984    | Victoria                  | Brian Orser                                             | Grzegorz Filipowski                                     | Masaru Ogawa                                            |
| 1985    | London                    | Jozef Sabovčík                                          | Scott Williams                                          | Grzegorz Filipowski                                     |
| 1986    | Regina                    | Vitali Egorov                                           | Christopher Bowman                                      | Grzegorz Filipowski                                     |
| 1987    | Calgary                   | Brian Orser                                             | Brian Boitano                                           | Viktor Petrenko                                         |
| 1988    | Thunder Bay               | Kurt Browning                                           | Viktor Petrenko                                         | Angelo D'Agostino                                       |
| 1989    | Cornwall                  | Petr Barna                                              | Paul Wylie                                              | Daniel Weiss                                            |
| 1990    | Lethbridge                | Kurt Browning                                           | Grzegorz Filipowski                                     | Mark Mitchell                                           |
| 1991    | London                    | Elvis Stojko                                            | Vasili Eremenko                                         | Paul Wylie                                              |
| 1992    | Victoria                  | Elvis Stojko                                            | Scott Davis                                             | Éric Millot                                             |
| 1993    | Ottawa                    | Kurt Browning                                           | Mark Mitchell                                           | Steven Cousins                                          |
| 1994    | Red Deer                  | Elvis Stojko                                            | Michael Shmerkin                                        | Sébastien Britten                                       |
| 1995    | Saint-Jean                | Aleksey Urmanov                                         | Michael Shmerkin                                        | Éric Millot                                             |
| 1996    | Kitchener                 | Elvis Stojko                                            | Ilia Kulik                                              | Scott Davis                                             |
| 1997    | Halifax                   | Elvis Stojko                                            | Ilia Kulik                                              | Michael Tyllesen                                        |
| 1998    | Kamloops                  | Evgeni Plushenko                                        | Elvis Stojko                                            | Szabolcs Vidrai                                         |
| 1999    | Saint-Jean                | Aleksey Yagudin                                         | Elvis Stojko                                            | Takeshi Honda                                           |
| 2000    | Mississauga               | Aleksey Yagudin                                         | Todd Eldredge                                           | Matthew Savoie                                          |
| 2001    | Saskatoon                 | Aleksey Yagudin                                         | Elvis Stojko                                            | Todd Eldredge                                           |
| 2002    | Québec                    | Takeshi Honda                                           | Emanuel Sandhu                                          | Stanislav Timchenko                                     |
| 2003    | Mississauga               | Evgeni Plushenko                                        | Jeffrey Buttle                                          | Takeshi Honda                                           |
| 2004    | Halifax                   | Emanuel Sandhu                                          | Ben Ferreira                                            | Jeffrey Buttle                                          |
| 2005    | Saint-Jean de Terre-Neuve | Emanuel Sandhu                                          | Jeffrey Buttle                                          | Nobunari Oda                                            |
| 2006    | Victoria                  | Stéphane Lambiel                                        | Daisuke Takahashi                                       | Johnny Weir                                             |
| 2007    | Québec                    | Brian Joubert                                           | Kevin Van Der Perren                                    | Jeffrey Buttle                                          |
| 2008    | Ottawa                    | Patrick Chan                                            | Ryan Bradley                                            | Evan Lysacek                                            |
| 2009    | Kitchener                 | Jeremy Abbott                                           | Daisuke Takahashi                                       | Alban Préaubert                                         |
| 2010    | Kingston                  | Patrick Chan                                            | Nobunari Oda                                            | Adam Rippon                                             |
| 2011    | Mississauga               | Patrick Chan                                            | Javier Fernández                                        | Daisuke Takahashi                                       |
| 2012    | Windsor                   | Javier Fernández                                        | Patrick Chan                                            | Nobunari Oda                                            |
| 2013    | Saint-Jean                | Patrick Chan                                            | Yuzuru Hanyu                                            | Nobunari Oda                                            |
| 2014    | Kelowna                   | Takahito Mura                                           | Javier Fernández                                        | Max Aaron                                               |
| 2015    | Lethbridge                | Patrick Chan                                            | Yuzuru Hanyu                                            | Daisuke Murakami                                        |
| 2016    | Mississauga               | Patrick Chan                                            | Yuzuru Hanyu                                            | Kevin Reynolds                                          |
| 2017    | Regina                    | Shoma Uno                                               | Jason Brown                                             | Aleksandr Samarin                                       |
| 2018    | Laval                     | Shoma Uno                                               | Keegan Messing                                          | Cha Jun-hwan                                            |
| 2019    | Kelowna                   | Yuzuru Hanyu                                            | Nam Nguyen                                              | Keiji Tanaka                                            |
| 2020    | Ottawa                    | Pas de compétition en raison de la pandémie de Covid-19 | Pas de compétition en raison de la pandémie de Covid-19 | Pas de compétition en raison de la pandémie de Covid-19 |
| 2021    | Vancouver                 | Nathan Chen                                             | Jason Brown                                             | Evgeni Semenenko                                        |
| 2022    | Mississauga               | Shoma Uno                                               | Kao Miura                                               | Matteo Rizzo                                            |
| 2023    | Vancouver                 | Sōta Yamamoto                                           | Kao Miura                                               | Matteo Rizzo                                            |
| 2024    | Halifax                   | Ilia Malinin                                            | Shun Sato                                               | Junhwan Cha                                             |
| 2025    | Saskatoon                 |                                                         |                                                         |                                                         |

### Dames
| Édition | Lieu                      | Or                                                      | Argent                                                  | Bronze                                                  |
| ------- | ------------------------- | ------------------------------------------------------- | ------------------------------------------------------- | ------------------------------------------------------- |
| 1973    | Calgary                   | Lynn Nightingale                                        | Barbara Terpenning                                      | Jean Scott                                              |
| 1974    | Kitchener                 | Lynn Nightingale                                        | Anett Pötzsch                                           | Wendy Burge                                             |
| 1975    | Edmonton                  | Susanna Driano                                          | Kath Malmberg                                           | Emi Watanabe                                            |
| 1976    | Ottawa                    | Kim Alletson                                            | Karena Richardson                                       | Garnet Ostermeier                                       |
| 1977    | Moncton                   | Linda Fratianne                                         | Lisa-Marie Allen                                        | Heather Kemkaran                                        |
| 1978    | Vancouver                 | Lisa-Marie Allen                                        | Claudia Kristofics-Binder                               | Kristiina Wegelius                                      |
| 1979    | Pas de compétition        | Pas de compétition                                      | Pas de compétition                                      | Pas de compétition                                      |
| 1980    | Calgary                   | Elaine Zayak                                            | Tracey Wainman                                          | Claudia Kristofics-Binder                               |
| 1981    | Ottawa                    | Tracey Wainman                                          | Rosalynn Sumners                                        | Kira Ivanova                                            |
| 1982    | Kitchener                 | Vikki de Vries                                          | Kristiina Wegelius                                      | Rosalynn Sumners                                        |
| 1983    | Halifax                   | Katarina Witt                                           | Kay Thomson                                             | Tiffany Chin                                            |
| 1984    | Victoria                  | Midori Ito                                              | Tiffany Chin                                            | Natalia Lebedeva                                        |
| 1985    | London                    | Caryn Kadavy                                            | Elizabeth Manley                                        | Patricia Neske                                          |
| 1986    | Regina                    | Elizabeth Manley                                        | Claudia Leistner                                        | Joanne Conway                                           |
| 1987    | Calgary                   | Debi Thomas                                             | Elizabeth Manley                                        | Joanne Conway                                           |
| 1988    | Thunder Bay               | Natalia Lebedeva                                        | Jill Trenary                                            | Patricia Neske                                          |
| 1989    | Cornwall                  | Kristi Yamaguchi                                        | Simone Lang                                             | Natalia Lebedeva                                        |
| 1990    | Lethbridge                | Josée Chouinard                                         | Lisa Sargeant                                           | Holly Cook                                              |
| 1991    | London                    | Surya Bonaly                                            | Marina Kielmann                                         | Karen Preston                                           |
| 1992    | Victoria                  | Maria Butyrskaya                                        | Alice Sue Claeys                                        | Josée Chouinard                                         |
| 1993    | Ottawa                    | Chen Lu                                                 | Olga Markova                                            | Karen Preston                                           |
| 1994    | Red Deer                  | Krisztina Czakó                                         | Laëtitia Hubert                                         | Jessica Mills                                           |
| 1995    | Saint-Jean                | Michelle Kwan                                           | Hanae Yokoya                                            | Josée Chouinard                                         |
| 1996    | Kitchener                 | Irina Sloutskaïa                                        | Tara Lipinski                                           | Lucinda Ruh                                             |
| 1997    | Halifax                   | Michelle Kwan                                           | Maria Butyrskaya                                        | Surya Bonaly                                            |
| 1998    | Kamloops                  | Elena Liashenko                                         | Fumie Suguri                                            | Irina Sloutskaïa                                        |
| 1999    | Saint-Jean                | Michelle Kwan                                           | Julia Soldatova                                         | Jennifer Robinson                                       |
| 2000    | Mississauga               | Irina Sloutskaïa                                        | Michelle Kwan                                           | Fumie Suguri                                            |
| 2001    | Saskatoon                 | Sarah Hughes                                            | Irina Sloutskaïa                                        | Michelle Kwan                                           |
| 2002    | Québec                    | Sasha Cohen                                             | Fumie Suguri                                            | Viktoria Volchkova                                      |
| 2003    | Mississauga               | Sasha Cohen                                             | Shizuka Arakawa                                         | Julia Sebestyen                                         |
| 2004    | Halifax                   | Cynthia Phaneuf                                         | Yoshie Onda                                             | Susanna Pöykiö                                          |
| 2005    | Saint-Jean de Terre-Neuve | Alissa Czisny                                           | Joannie Rochette                                        | Yukari Nakano                                           |
| 2006    | Victoria                  | Joannie Rochette                                        | Fumie Suguri                                            | Kim Yuna                                                |
| 2007    | Québec                    | Mao Asada                                               | Yukari Nakano                                           | Joannie Rochette                                        |
| 2008    | Ottawa                    | Joannie Rochette                                        | Fumie Suguri                                            | Alissa Czisny                                           |
| 2009    | Kitchener                 | Joannie Rochette                                        | Alissa Czisny                                           | Laura Lepisto                                           |
| 2010    | Kingston                  | Alissa Czisny                                           | Ksenia Makarova                                         | Amélie Lacoste                                          |
| 2011    | Mississauga               | Elizaveta Tuktamysheva                                  | Akiko Suzuki                                            | Ashley Wagner                                           |
| 2012    | Windsor                   | Kaetlyn Osmond                                          | Akiko Suzuki                                            | Kanako Murakami                                         |
| 2013    | Saint-Jean                | Ioulia Lipnitskaïa                                      | Akiko Suzuki                                            | Gracie Gold                                             |
| 2014    | Kelowna                   | Anna Pogorilaya                                         | Ashley Wagner                                           | Satoko Miyahara                                         |
| 2015    | Lethbridge                | Ashley Wagner                                           | Elizaveta Tuktamysheva                                  | Yuka Nagai                                              |
| 2016    | Mississauga               | Ievguenia Medvedeva                                     | Kaetlyn Osmond                                          | Satoko Miyahara                                         |
| 2017    | Regina                    | Kaetlyn Osmond                                          | Maria Sotskova                                          | Ashley Wagner                                           |
| 2018    | Laval                     | Elizaveta Tuktamysheva                                  | Mako Yamashita                                          | Ievguenia Medvedeva                                     |
| 2019    | Kelowna                   | Alexandra Troussova                                     | Rika Kihira                                             | You Young                                               |
| 2020    | Ottawa                    | Pas de compétition en raison de la pandémie de Covid-19 | Pas de compétition en raison de la pandémie de Covid-19 | Pas de compétition en raison de la pandémie de Covid-19 |
| 2021    | Vancouver                 | Kamila Valieva                                          | Elizaveta Tuktamysheva                                  | Aliona Kostornaïa                                       |
| 2022    | Mississauga               | Rinka Watanabe                                          | Starr Andrews                                           | You Young                                               |
| 2023    | Vancouver                 | Kaori Sakamoto                                          | Kim Chae-yeon                                           | Rino Matsuike                                           |
| 2024    | Halifax                   | Kaori Sakamoto                                          | Rino Matsuike                                           | Hana Yoshida                                            |
| 2025    | Saskatoon                 |                                                         |                                                         |                                                         |

### Couples
| Édition    | Lieu                          | Or                                                      | Argent                                                  | Bronze                                                  |
| ---------- | ----------------------------- | ------------------------------------------------------- | ------------------------------------------------------- | ------------------------------------------------------- |
| 1973/ 1983 | Pas de compétition de couples | Pas de compétition de couples                           | Pas de compétition de couples                           | Pas de compétition de couples                           |
| 1984       | Victoria                      | Elena Bechke / Valeri Kornienko                         | Cynthia Coull / Mark Rowsom                             | Katherina Matousek / Lloyd Eisler                       |
| 1985       | London                        | Ekaterina Gordeeva / Sergueï Grinkov                    | Veronika Pershina / Marat Akbarov                       | Denise Benning / Lyndon Johnston                        |
| 1986       | Regina                        | Cynthia Coull / Mark Rowsom                             | Ekaterina Gordeeva / Sergueï Grinkov                    | Natalie Seybold / Wayne Seybold                         |
| 1987       | Calgary                       | Christine Hough / Doug Ladret                           | Elena Kvitchenko / Rashid Kadyrkaev                     | Katy Keely / Joseph Mero                                |
| 1988       | Thunder Bay                   | Isabelle Brasseur / Lloyd Eisler                        | Peggy Schwarz / Alexander König                         | Ekaterina Murugova / Artem Torgashev                    |
| 1989       | Cornwall                      | Elena Leonova / Guennadi Krasnitski (en)                | Cindy Landry / Lyndon Johnston                          | Michelle Menzies / Kevin Wheeler                        |
| 1990       | Lethbridge                    | Isabelle Brasseur / Lloyd Eisler                        | Evgenia Shishkova / Vadim Naumov                        | Michelle Menzies / Kevin Wheeler                        |
| 1991       | London                        | Stacey Ball / Jean-Michel Bombardier                    | Michelle Menzies / Kevin Wheeler                        | Marina Eltsova / Andrei Bushkov                         |
| 1992       | Victoria                      | Mandy Wötzel / Ingo Steuer                              | Michelle Menzies / Jean-Michel Bombardier               | Danielle Carr / Stephen Carr                            |
| 1993       | Ottawa                        | Ekaterina Gordeeva / Sergueï Grinkov                    | Radka Kovaříková / René Novotný                         | Michelle Menzies / Jean-Michel Bombardier               |
| 1994       | Red Deer                      | Kristy Sargeant / Kris Wirtz                            | Elena Berejnaïa / Oleg Shliakhov                        | Sarah Abitbol / Stéphane Bernadis                       |
| 1995       | Saint-Jean                    | Evgenia Shishkova / Vadim Naumov                        | Maria Petrova / Aleksey Tikhonov                        | Jodeyne Higgins / Sean Rice                             |
| 1996       | Kitchener                     | Mandy Wötzel / Ingo Steuer                              | Marina Eltsova / Andrei Bushkov                         | Kyoko Ina / Jason Dungjen                               |
| 1997       | Halifax                       | Oksana Kazakova / Artur Dmitriev                        | Marianna Khalturina / Andrei Kroukov                    | Sarah Abitbol / Stéphane Bernadis                       |
| 1998       | Kamloops                      | Xue Shen / Hongbo Zhao                                  | Maria Petrova / Aleksey Tikhonov                        | Jamie Salé / David Pelletier                            |
| 1999       | Saint-Jean                    | Elena Berejnaïa / Anton Sikharulidze                    | Kyoko Ina / John Zimmerman                              | Kristy Writz / Kris Writz                               |
| 2000       | Mississauga                   | Jamie Salé / David Pelletier                            | Elena Berejnaïa / Anton Sikharulidze                    | Maria Petrova / Aleksey Tikhonov                        |
| 2001       | Saskatoon                     | Jamie Salé / David Pelletier                            | Tatiana Totmianina / Maksim Marinin                     | Anabelle Langlois / Patrice Archetto                    |
| 2002       | Québec                        | Tatiana Totmianina / Maksim Marinin                     | Qing Pang / Jian Tong                                   | Anabelle Langlois / Patrice Archetto                    |
| 2003       | Mississauga                   | Tatiana Totmianina / Maksim Marinin                     | Xue Shen / Hongbo Zhao                                  | Dorota Zagórska / Mariusz Siudek                        |
| 2004       | Halifax                       | Xue Shen / Hongbo Zhao                                  | Qing Pang / Jian Tong                                   | Dorota Zagórska / Mariusz Siudek                        |
| 2005       | Saint-Jean de Terre-Neuve     | Aljona Savchenko / Robin Szolkowy                       | Maria Petrova / Aleksey Tikhonov                        | Valérie Marcoux / Craig Buntin                          |
| 2006       | Victoria                      | Rena Inoue / John Baldwin                               | Dan Zhang / Hao Zhang                                   | Valérie Marcoux / Craig Buntin                          |
| 2007       | Québec                        | Aljona Savchenko / Robin Szolkowy                       | Jessica Dubé / Bryce Davison                            | Yuko Kavaguti / Alexandre Smirnov                       |
| 2008       | Ottawa                        | Yuko Kavaguti / Alexandre Smirnov                       | Jessica Dubé / Bryce Davison                            | Keauna McLaughlin / Rockne Brubaker                     |
| 2009       | Kitchener                     | Aljona Savchenko / Robin Szolkowy                       | Maria Mukhortova / Maksim Trankov                       | Jessica Dubé / Bryce Davison                            |
| 2010       | Kingston                      | Lubov Iliushechkina / Nodari Maisuradze                 | Kirsten Moore-Towers / Dylan Moscovitch                 | Paige Lawrence / Rudi Swiegers                          |
| 2011       | Mississauga                   | Tatiana Volosozhar / Maksim Trankov                     | Sui Wenjing / Han Cong                                  | Meagan Duhamel / Eric Radford                           |
| 2012       | Windsor                       | Aljona Savchenko / Robin Szolkowy                       | Meagan Duhamel / Eric Radford                           | Stefania Berton / Ondřej Hotárek                        |
| 2013       | Saint-Jean                    | Stefania Berton / Ondřej Hotárek                        | Sui Wenjing / Han Cong                                  | Meagan Duhamel / Eric Radford                           |
| 2014       | Kelowna                       | Meagan Duhamel / Eric Radford                           | Sui Wenjing / Han Cong                                  | Evgenia Tarasova / Vladimir Morozov                     |
| 2015       | Lethbridge                    | Meagan Duhamel / Eric Radford                           | Evgenia Tarasova / Vladimir Morozov                     | Kirsten Moore-Towers / Michael Marinaro                 |
| 2016       | Mississauga                   | Meagan Duhamel / Eric Radford                           | Yu Xiaoyu / Zhang Hao                                   | Liubov Ilyushechkina / Michael Marinaro                 |
| 2017       | Regina                        | Meagan Duhamel / Eric Radford                           | Aljona Savchenko / Bruno Massot                         | Vanessa James / Morgan Ciprès                           |
| 2018       | Laval                         | Vanessa James / Morgan Ciprès                           | Peng Cheng / Jin Yang                                   | Kirsten Moore-Towers / Michael Marinaro                 |
| 2019       | Kelowna                       | Aleksandra Boikova / Dmitrii Kozlovskii                 | Kirsten Moore-Towers / Michael Marinaro                 | Evgenia Tarasova / Vladimir Morozov                     |
| 2020       | Ottawa                        | Pas de compétition en raison de la pandémie de Covid-19 | Pas de compétition en raison de la pandémie de Covid-19 | Pas de compétition en raison de la pandémie de Covid-19 |
| 2021       | Vancouver                     | Sui Wenjing / Han Cong                                  | Daria Pavliuchenko / Denis Khodykin                     | Ashley Cain-Gribble / Timothy Leduc                     |
| 2022       | Mississauga                   | Riku Miura / Ryuichi Kihara                             | Emily Chan / Spencer Akira Howe                         | Sara Conti / Niccolò Macii                              |
| 2023       | Vancouver                     | Deanna Stellato-Dudek / Maxime Deschamps                | Maria Pavlova / Alexei Sviatchenko                      | Lucrezia Beccari / Matteo Guarise                       |
| 2024       | Halifax                       | Deanna Stellato-Dudek / Maxime Deschamps                | Ekaterina Geynish / Dmitrii Chigirev                    | Anastasia Golubeva / Hektor Giotopoulos Moore           |
| 2025       | Saskatoon                     |                                                         |                                                         |                                                         |

### Danse sur glace
| Édition | Lieu                      | Or                                                      | Argent                                                  | Bronze                                                  |
| ------- | ------------------------- | ------------------------------------------------------- | ------------------------------------------------------- | ------------------------------------------------------- |
| 1973    | Calgary                   | Hilary Green / Glyn Watts                               | Louise Soper / Barry Soper                              | Irina Moïsseïeva / Andrei Minenkov                      |
| 1974    | Kitchener                 | Irina Moïsseïeva / Andrei Minenkov                      | Colleen O'Connor / Jim Millns                           | Janet Thompson / Warren Maxwell                         |
| 1975    | Edmonton                  | Natalia Linitchouk / Guennadi Karponossov               | Barbara Berezowski / David Porter                       | Matilde Ciccia / Lamberto Ceserani                      |
| 1976    | Ottawa                    | Natalia Linitchouk / Guennadi Karponossov               | Janet Thompson / Warren Maxwell                         | Susan Carscallen / Eric Gillies                         |
| 1977    | Moncton                   | Janet Thompson / Warren Maxwell                         | Marina Zueva / Andrei Vitman                            | Lorna Wighton / John Dowding                            |
| 1978    | Vancouver                 | Krisztina Regőczy / András Sallay                       | Lorna Wighton / John Dowding                            | Marina Zueva / Andrei Vitman                            |
| 1979    | Pas de compétition        | Pas de compétition                                      | Pas de compétition                                      | Pas de compétition                                      |
| 1980    | Calgary                   | Judy Blumberg / Michael Seibert                         | Karen Barber / Nicky Slater                             | Marie McNeill / Robert McCall                           |
| 1981    | Ottawa                    | Carol Fox / Richard Dalley                              | Karen Barber / Nicky Slater                             | Natalia Karamysheva / Rostislav Sinitsyn                |
| 1982    | Kitchener                 | Elisa Spitz / Scott Gregory                             | Tracy Wilson / Robert McCall                            | Natalia Annenko / Genrikh Sretenski                     |
| 1983    | Halifax                   | Tracy Wilson / Robert McCall                            | Wendy Sessions / Stephen Williams (en)                  | Natalia Annenko / Genrikh Sretenski                     |
| 1984    | Victoria                  | Olga Volozhinskaya / Alexander Svinin                   | Petra Born / Rainer Schönborn                           | Kelly Johnson / John Thomas                             |
| 1985    | London                    | Renée Roca / Donald Adair                               | Olga Volozhinskaya / Alexander Svinin                   | Kathrin Beck / Christoff Beck                           |
| 1986    | Regina                    | Natalia Annenko / Genrikh Sretenski                     | Suzanne Semanick / Scott Gregory                        | Karyn Garossino / Rod Garossino                         |
| 1987    | Calgary                   | Tracy Wilson / Robert McCall                            | Kathrin Beck / Christoff Beck                           | Lia Trovati / Roberto Pelizzola                         |
| 1988    | Thunder Bay               | Natalia Annenko / Genrikh Sretenski                     | April Sargent / Russ Witherby                           | Melanie Cole / Michael Farrington                       |
| 1989    | Cornwall                  | Suzanne Semanick / Ron Kravette                         | Michelle McDonald / Mark Mitchell                       | Jacqueline Petr / Mark Janoschak                        |
| 1990    | Lethbridge                | Jacqueline Petr / Mark Janoschak                        | Irina Romanova / Igor Yaroshenko                        | Małgorzata Grajcar / Andrzej Dostatni                   |
| 1991    | London                    | Stefania Calegari / Pasquale Camerlengo                 | Sophie Moniotte / Pascal Lavanchy                       | Kateřina Mrázová / Martin Šimeček                       |
| 1992    | Victoria                  | Susanna Rahkamo / Petri Kokko                           | Yaroslava Nechaeva / Yuri Chesnichenko                  | Kateřina Mrázová / Martin Šimeček                       |
| 1993    | Ottawa                    | Sophie Moniotte / Pascal Lavanchy                       | Tatiana Navka / Samuel Gezolian                         | Shae-Lynn Bourne / Victor Kraatz                        |
| 1994    | Red Deer                  | Shae-Lynn Bourne / Victor Kraatz                        | Margarita Drobiazko / Povilas Vanagas                   | Renée Roca / Gorsha Sur                                 |
| 1995    | Saint-Jean                | Shae-Lynn Bourne / Victor Kraatz                        | Marina Anissina / Gwendal Peizerat                      | Irina Romanova / Igor Yaroshenko                        |
| 1996    | Kitchener                 | Shae-Lynn Bourne / Victor Kraatz                        | Marina Anissina / Gwendal Peizerat                      | Barbara Fusar-Poli / Maurizio Margaglio                 |
| 1997    | Halifax                   | Shae-Lynn Bourne / Victor Kraatz                        | Elizabeth Punsalan / Jerod Swallow                      | Irina Lobatcheva / Ilia Averboukh                       |
| 1998    | Kamloops                  | Shae-Lynn Bourne / Victor Kraatz                        | Margarita Drobiazko / Povilas Vanagas                   | Sylwia Nowak / Sebastien Kolasinski                     |
| 1999    | Saint-Jean                | Margarita Drobiazko / Povilas Vanagas                   | Olena Hrushyna / Ruslan Honcharov                       | Isabelle Delobel / Olivier Schoenfelder                 |
| 2000    | Mississauga               | Marina Anissina / Gwendal Peizerat                      | Galit Chait / Sergei Sakhnovski                         | Marie-France Dubreuil / Patrice Lauzon                  |
| 2001    | Saskatoon                 | Shae-Lynn Bourne / Victor Kraatz                        | Galit Chait / Sergei Sakhnovski                         | Isabelle Delobel / Olivier Schoenfelder                 |
| 2002    | Québec                    | Olena Hrushyna / Ruslan Honcharov                       | Marie-France Dubreuil / Patrice Lauzon                  | Svetlana Kulikova / Arseni Markov                       |
| 2003    | Mississauga               | Tatiana Navka / Roman Kostomarov                        | Albena Denkova / Maxim Staviski                         | Marie-France Dubreuil / Patrice Lauzon                  |
| 2004    | Halifax                   | Albena Denkova / Maxim Staviski                         | Marie-France Dubreuil / Patrice Lauzon                  | Galit Chait / Sergei Sakhnovski                         |
| 2005    | Saint-Jean de Terre-Neuve | Marie-France Dubreuil / Patrice Lauzon                  | Olena Hrushyna / Ruslan Honcharov                       | Melissa Gregory / Denis Petukhov                        |
| 2006    | Victoria                  | Marie-France Dubreuil / Patrice Lauzon                  | Tessa Virtue / Scott Moir                               | Federica Faiella / Massimo Scali                        |
| 2007    | Québec                    | Tessa Virtue / Scott Moir                               | Anna Cappellini / Luca Lanotte                          | Pernelle Carron / Matthieu Jost                         |
| 2008    | Ottawa                    | Meryl Davis / Charlie White                             | Vanessa Crone / Paul Poirier                            | Nathalie Péchalat / Fabian Bourzat                      |
| 2009    | Kitchener                 | Tessa Virtue / Scott Moir                               | Nathalie Péchalat / Fabian Bourzat                      | Kaitlyn Weaver / Andrew Poje                            |
| 2010    | Kingston                  | Vanessa Crone / Paul Poirier                            | Sinead Kerr / John Kerr                                 | Madison Chock / Greg Zuerlein                           |
| 2011    | Mississauga               | Tessa Virtue / Scott Moir                               | Kaitlyn Weaver / Andrew Poje                            | Anna Cappellini / Luca Lanotte                          |
| 2012    | Windsor                   | Tessa Virtue / Scott Moir                               | Anna Cappellini / Luca Lanotte                          | Ekaterina Riazanova / Ilia Tkachenko                    |
| 2013    | Saint-Jean                | Tessa Virtue / Scott Moir                               | Kaitlyn Weaver / Andrew Poje                            | Madison Hubbell / Zachary Donohue                       |
| 2014    | Kelowna                   | Kaitlyn Weaver / Andrew Poje                            | Piper Gilles / Paul Poirier                             | Madison Hubbell / Zachary Donohue                       |
| 2015    | Lethbridge                | Kaitlyn Weaver / Andrew Poje                            | Maia Shibutani / Alex Shibutani                         | Ekaterina Bobrova / Dmitri Soloviev                     |
| 2016    | Mississauga               | Tessa Virtue / Scott Moir                               | Madison Chock / Evan Bates                              | Piper Gilles / Paul Poirier                             |
| 2017    | Regina                    | Tessa Virtue / Scott Moir                               | Kaitlyn Weaver / Andrew Poje                            | Madison Hubbell / Zachary Donohue                       |
| 2018    | Laval                     | Madison Hubbell / Zachary Donohue                       | Victoria Sinitsina / Nikita Katsalapov                  | Piper Gilles / Paul Poirier                             |
| 2019    | Kelowna                   | Piper Gilles / Paul Poirier                             | Madison Hubbell / Zachary Donohue                       | Lilah Fear / Lewis Gibson                               |
| 2020    | Ottawa                    | Pas de compétition en raison de la pandémie de Covid-19 | Pas de compétition en raison de la pandémie de Covid-19 | Pas de compétition en raison de la pandémie de Covid-19 |
| 2021    | Vancouver                 | Piper Gilles / Paul Poirier                             | Charlène Guignard / Marco Fabbri                        | Olivia Smart / Adrià Díaz                               |
| 2022    | Mississauga               | Piper Gilles / Paul Poirier                             | Lilah Fear / Lewis Gibson                               | Marjorie Lajoie / Zachary Lagha                         |
| 2023    | Vancouver                 | Piper Gilles / Paul Poirier                             | Lilah Fear / Lewis Gibson                               | Allison Reed / Saulius Ambrulevičius                    |
| 2024    | Halifax                   | Piper Gilles / Paul Poirier                             | Marjorie Lajoie / Zachary Lagha                         | Evgeniia Lopareva / Geoffrey Brissaud                   |
| 2025    | Saskatoon                 |                                                         |                                                         |                                                         |